# Mustafa Aga
Mustafa Aga – turecki dyplomata żyjący w pierwszej połowie XVIII wieku.
W latach 1703–1704 był tureckim posłem na dwór cara Rosji. W latach 1727–1728 był ambasadorem Turcji w Sztokholmie. Z tej okazji szwedzki złotnik Johann Karl Hedlinger wybił (1728)  medal okolicznościowy: R/ MVSTAFAAGA TVRCICVS AD AVLAM SVETHICAM ANNIS 1727 ET 1728 LEGATVS SECVNDVM CERAM MANV HEDLINGERI FICTAM EX AERE FVSVS CVRA N(ICOLAI) KEDERI HOLMIENSIS. Medal stanowi dziś część kolekcji weneckiej Collezione Serenissima.